# Sieth Delhaas
Sietje (Sieth) Delhaas (Rotterdam, 1 mei 1936) is een Nederlands journalist, publicist en feministisch theoloog.

## Levensloop

### Gezin en opleiding
Delhaas is in 1936 in Rotterdam geboren als dochter van Jan Leonard Delhaas (1904–1970) en Pieternella Maliepaard (1907–1989). Ze groeide op in een gereformeerd gezin met gelovige ouders, die hun kinderen maatschappelijke verantwoordelijkheid bijbrachten.
Ze ging naar de MULO en volgde stenocursussen en een opleiding tot secretaresse, waarna ze in 1959 trouwde. Uit dit huwelijk kwamen vier kinderen voort, waarvan de laatste drie hun familienaam naar Delhaas hebben veranderd. Twintig jaar na haar huwelijk besloot zij om te scheiden, daarbij geïnspireerd door de standpunten van de Duitse theologe Dorothee Sölle. In 1981 huwde ze een tweede maal.
In 1969 startte Delhaas een opleiding in de journalistiek en aansluitend werkte ze als  freelance journalist. In 1982 volgde een catechetenopleiding en in 2004 studeerde ze af in de Algemene Cultuurwetenschappen bij de Open Universiteit.

### Vrouwengeschiedenis en kerk
Delhaas heeft zich vooral bezig gehouden met de rol van de vrouw in de geschiedenis en met de positie van de vrouw in de kerk. Volgens Delhaas is de conventionele door mannen geschreven geschiedenis vrouwonvriendelijk en kunnen vrouwen dus beter van vrouwen uit het verleden leren. In 1991 gaf ze daarom hierover een cursus waarin voorbeelden als de beeldhouwster Camille Claudel en de schrijfster Simone de Beauvoir besproken werden. Wat kerkelijke activiteiten betreft, heeft ze bijvoorbeeld in 1994 een liturgie voor de Wereldgebedsdag in Nederland bewerkt. Dat leverde haar kritiek op vanuit het OJEC (Overlegorgaan van Joden en Christenen). Woordvoerder Hanneke Gelderblom van het OJEC vreesde dat "het oeroude anti-joodse vooroordeel dat de joden Christus hebben vermoord" opnieuw de kop op zou steken. Het verweer van Delhaas was dat sommigen de begrippen joden en Israel verwarren. De "schandelijke politiek" van de Israëlische overheid werd aangeklaagd, niet de joden.
In 1996 was zij lid en woordvoerder van de Nederlandse delegatie naar de Europese Vrouwensynode in Gmunden. Tijdens deze conferentie schilderden onbekenden met witte verf erecte penissen op het promotiemateriaal, bestaande uit beschilderde houten vrouwenfiguren, dat in de stad was opgehangen. Toen de politie aan de organisatie vroeg om het promotiemateriaal weg te halen was de reactie van Sieth Delhaas: “Dit is een gebruikelijke mannelijke reactie [van de politie]. Vrouwen verantwoordelijk stellen voor onbeschoft gedrag van mannen.” Delhaas was ook een van de redacteuren van het verslag dat van de synode verscheen.
In 1997 verscheen haar boek 7 portretten van domina's, dat vrouwelijke dominees behandelt in een tijd waarin dat beroep uitsluitend voor mannen leek weggelegd te zijn. Ze beschreef daarin hoe Joanne Feikema (geboren in 1910) veel tegenwerking had ondervonden omdat ze als vrouw predikant wilde worden en zijn. Op het eind van haar loopbaan bleek er zelfs geen pensioen voor haar te zijn opgebouwd. De andere domina's die ze beschreef zijn Ietske Jansen (*1922), Joanne Klink (*1918), Bé Ruys (*1917), Tineke den Herder-Brugman (*1913), Margaretha Siregar-Emck (*1924) en Nora van Egmond (*1922). Delhaas presenteerde haar boek in het Theologencafé van de Raad van Kerken in Amsterdam.
Ze had bewondering voor Ineke Bakker, toenmalig secretaris van de Raad van Kerken omdat zij er in slaagde haar werk en het opvoeden van kinderen te combineren en zij haar theologisch-maatschappelijke activiteiten niet stopzette zoals gebruikelijk was.
Delhaas nam steeds meer afstand van de kerk. In 1998 liet ze weten niet meer naar de kerk te gaan en geen dominee wilde bij haar begrafenis om te voorkomen dat er dingen gezegd zouden worden waar ze het niet mee eens was.
In 1999 verscheen Delhaas' boek over een kritisch feministische vrouwengroep, waarbij de vrouwen zich bezonnen op het ouder worden. De groep kwam vanaf 1993 bij elkaar. De vrouwen waren afkomstig uit een traditioneel kerkelijk milieu, maar werden geïnspireerd door feminisme en feministische theologie. Delhaas beschrijft in het boek hoe dit bij sommige vrouwen leidde tot grote veranderingen in hun privé-leven, zoals een echtscheiding. Ook laat zij zien hoe de vrouwen een andere visie kregen op het vrouw-zijn in relatie tot kerk en God.

## Echtgenoot en alternatieve kankertherapie
In 1993 reageerde Cees Renckens van de Vereniging tegen de Kwakzalverij, op haar pamflet, Geen andere handen dat de ziektegeschiedenis (huidkanker) beschrijft van de echtgenoot van Sieth Delhaas. Volgens Renckens laat het verhaal zien hoeveel schade alternatieve kankertherapieën, zoals het Moermandieet, kunnen aanrichten.

## Publicaties en interviews

### Eigen boeken en publicaties
- 1982: Een blikopener[15]
- 1983: Mevrouw Luther[16]
- 1987: Geloven in macht[17] ISBN 90-239-0193-2
- 1989: Uit de ban van de macht: over macht en onmacht in relaties, met cartoons van A.W. Kuipers. Onderdeel van het tijdschrift Toerusting.[18]
- 1989: Een protestantse non: Katharina von Bora, een biografie van Katharina von Bora (1499-1552), echtgenote van de Duitse kerkhervormer Luther. ISBN 978-90-79378-06-7
- 1992: 'Vrouwen heb 't lef'[19] ISBN 90-5263-084-4
- 1992: Geen andere handen, een pamflet, ISBN 9789025945121
- 1993: Noem 't voor mijn part God[20] ISBN 90-304-0694-1
- 1993: Tsoungestin in Minsk: Europese vrouwen tussen Oost en West[21] ISBN 90-5071-130-8
- 1995: Vrouwen: wederzijds begrip: cultuuroverdracht tussen generaties [22] ISBN 90-73791-25-1
- 1996: Vrouwen bewegen Europa: verslag-werkboek. Verslag van de eerste Europese VrouwenSynode. ISBN 90-5263-154-9
- 1997: 7 portretten van domina's[23] ISBN 90-76008-02-7
- 1999: Vrouwen van dagen, Gorinchem: Narratio[13]
- 2005: Voortgestuwd in de tijd: de intenties van Catharina J. M. Halkes, samen met Gerrie Huiberts.[24] ISBN 90-5263-326-6
- 2012: Weerbarstig erfgoed: globalisering in zakformaat,[25] over de Luo-weduwen die geërfd werden door hun schoonfamilie na het overlijden van hun man en die zich losmaakten van hun slavenbestaan.[26] ISBN 978-90-5625-371-4
- 1986: Feministische theologie: een 'dwaalweg,' ISBN 9789061843016

Delhaas heeft daarnaast gepubliceerd in een groot aantal toonaangevende tijdschriften en kranten, waaronder de Bijeen, M/V Magazine, Kerk en Vrede, Opzij, Hervormd Nederland, Trouw. ook schreef ze een aantal columns:
- Lijst van columns, essays en artikelen in kranten en tijdschriften van Delhaas, waaronder:
- Sieth Delhaas, Wet nabestaanden is ongehoord verraad aan vele vrouwen. Trouw (19 juli 1991).

### Interviews, lezingen en artikelen van anderen
Een selectie:
- Lijst van interviews van Delhaas; waaronder;
  - Sieth Delhaas  (december 2014). Ik zou dit werk tot mijn tachtigste willen doen.... VVAO  (21)
- Lijst van lezingen van Delhaas, waaronder:
  - Sieth Delhaas, Weduwenvererving bij de Luo (2012). Galerie iZArte, Zutphen (2 september 2012).
- Delhaas op radio en tv:
  - Radioprogramma Schepper & Co, uitzending van 12 augustus 2012;
  - Radioprogramma Hoogtij van Radio Oost, uitzending van 26 augustus 2012
- Beukers, Gijs, Een prijs uitreiken voor de beste bijdrage aan Wikipedia valt nog niet mee: een Wikipediaan blijft nu eenmaal graag anoniem. de Volkskrant (13 januari 2019).  Waarin geschreven wordt over hoe Delhaas als gepensioneerde bijdraagt aan het verkleinen van de gendergap op Wikipedia.

- International Standard Name Identifier: 0000 0000 2690 5087
- Library of Congress Control Number: n87909409
- Nederlandse Thesaurus van Auteursnamen: 072115629
- Système universitaire de documentation: 166140279
- Virtual International Authority File: 43371204
- WorldCat: E39PCjrXCr8MjtmdkRcHxjX9Kq